# Köpenhamns storkrets
Köpenhamns storkrets (danska: Københavns storkreds) är en av tio storkretsar som används vid val till Folketinget sedan 2007. Den är indelad i valkretsarna Østerbro, Sundbyvester, Indre By, Sundbyøster, Nørrebro, Bispebjerg, Brønshøj, Valby, Vesterbro, Falkoner, Slots och Tårnby

## Valresultat

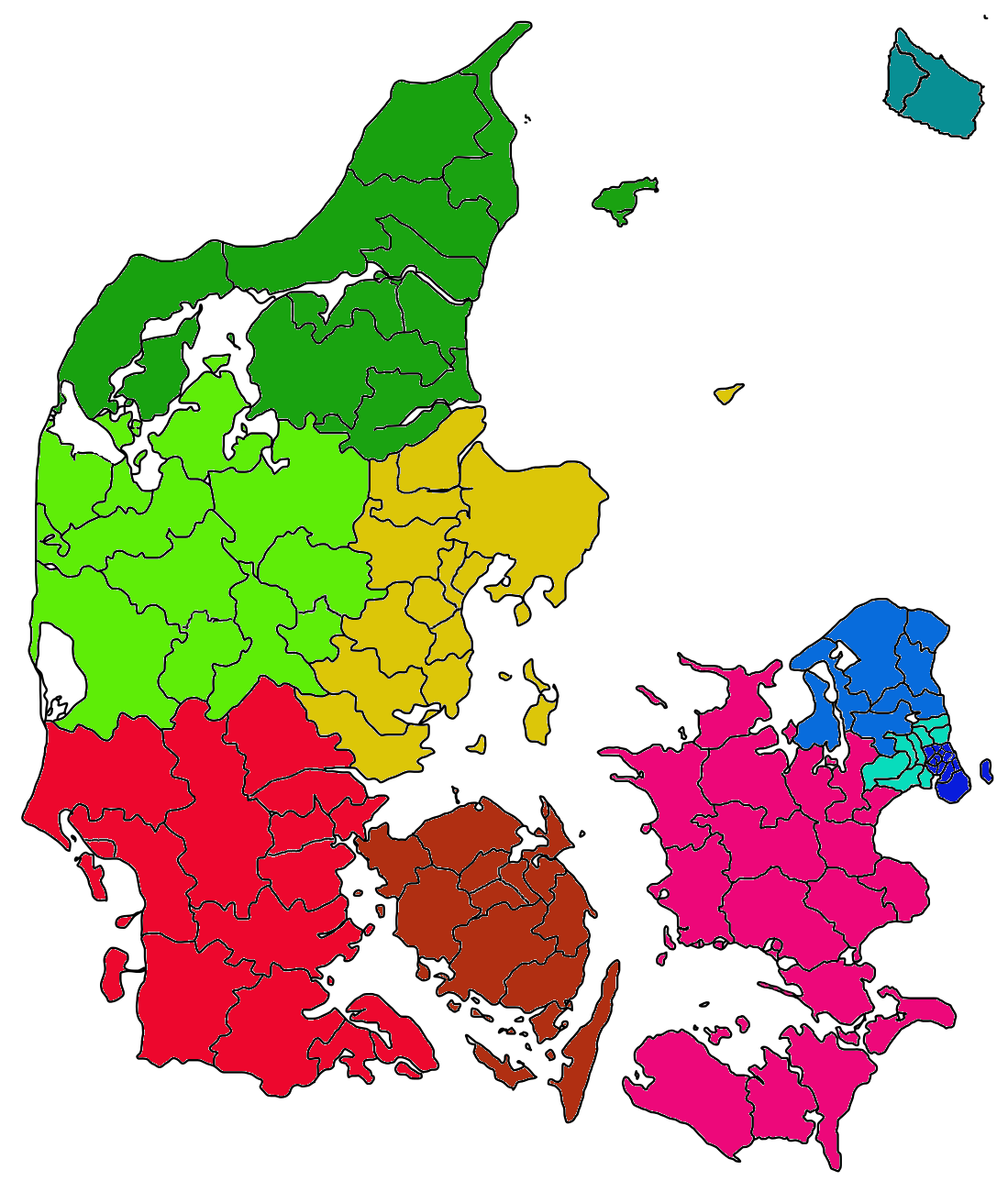
Storkretsar med Köpenhamn och valkretsar (avgränsade med svarta sträck)

| Parti                       | 2007    | 2011    | 2015    | 2019    | 2022    |
| --------------------------- | ------- | ------- | ------- | ------- | ------- |
| Socialdemokratiet           | 24,2    | 18,9    | 22,3    | 17,2    | 19,0    |
| Socialistisk Folkeparti     | 21,0    | 12,4    | 6,5     | 11,5    | 11,5    |
| Venstre                     | 13,7    | 15,2    | 10,3    | 15,0    | 8,4     |
| Dansk Folkeparti            | 10,6    | 8,4     | 11,4    | 4,2     | 1,6     |
| Det Konservative Folkeparti | 10,1    | 5,5     | 3,1     | 5,3     | 5,0     |
| Radikale Venstre            | 8,9     | 16,7    | 9,4     | 16,4    | 7,5     |
| Enhedslisten                | 6,7     | 16,6    | 16,4    | 16,8    | 13,8    |
| Liberal Alliance            | 4,3     | 5,8     | 8,8     | 2,6     | 8,4     |
| Kristendemokraterne         | 0,5     | 0,3     | 0,4     | 0,7     | 0,2     |
| Alternativet                |         |         | 11,2    | 6,5     | 9,4     |
| Nye Borgerlige              |         |         |         | 1,4     | 1,7     |
| Stram Kurs                  |         |         |         | 1,3     |         |
| Klaus Riskær Pedersen       |         |         |         | 1,0     |         |
| Moderaterne                 |         |         |         |         | 9,4     |
| Frie Grønne                 |         |         |         |         | 2,2     |
| Danmarksdemokraterne        |         |         |         |         | 1,8     |
| Partilösa                   | 0,0     | 0,1     | 0,2     | 0,1     | 0,2     |
| Röstande                    | 403 987 | 426 205 | 433 460 | 452 405 | 454 670 |

## Valda
| Krets                       | 2007                                                                       | 2011                                                    | 2015                                                                       | 2019                                                                | 2022                                                                      |
| --------------------------- | -------------------------------------------------------------------------- | ------------------------------------------------------- | -------------------------------------------------------------------------- | ------------------------------------------------------------------- | ------------------------------------------------------------------------- |
| Socialdemokratiet           | Helle Thorning-Schmidt, Christine Antorini, Karen Hækkerup, Yildiz Akdogan | Helle Thorning-Schmidt, Karen Hækkerup, Mette Reissmann | Helle Thorning-Schmidt, Peter Hummelgaard, Yildiz Akdogan, Mette Reissmann | Pernille Rosenkrantz-Theil, Peter Hummelgaard, Lars Aslan Rasmussen | Ida Auken, Peter Hummelgaard, Pernille Rosenkrantz-Theil, Mette Reissmann |
| Socialistisk Folkeparti     | Ida Auken, Kamal Qureshi, Anne Grete Holmsgaard, Özlem Cekic               | Villy Søvndal, Ida Auken, Özlem Cekic                   | Pia Olsen Dyhr                                                             | Pia Olsen Dyhr, Carl Valentin, Halime Oguz                          | Pia Olsen Dyhr, Carl Valentin, Lisbeth Bech-Nielsen                       |
| Venstre                     | Søren Pind, Rikke Hvilshøj                                                 | Søren Pind, Martin Geertsen, Jan E. Jørgensen           | Søren Pind, Jan E. Jørgensen                                               | Tommy Ahlers, Jan E. Jørgensen, Martin Geertsen                     | Jan E. Jørgensen, Linea Søgaard-Lidell                                    |
| Dansk Folkeparti            | Peter Skaarup, Martin Henriksen                                            | Peter Skaarup, Martin Henriksen                         | Peter Skaarup, Martin Henriksen                                            | Peter Skaarup                                                       |                                                                           |
| Det Konservative Folkeparti | Per Stig Møller, Helle Sjelle                                              | Per Stig Møller                                         |                                                                            | Katarina Ammitzbøll                                                 | Helle Bonnesen                                                            |
| Radikale Venstre            | Lone Dybkjær                                                               | Manu Sareen, Uffe Elbæk, Lone Loklindt                  | Ida Auken                                                                  | Ida Auken, Jens Rohde, Samira Nawa                                  | Samira Nawa                                                               |
| Enhedslisten                | Johanne Schmidt-Nielsen                                                    | Johanne Schmidt-Nielsen, Rosa Lund, Finn Sørensen       | Johanne Schmidt-Nielsen, Finn Sørensen, Pelle Dragsted                     | Pernille Skipper, Rosa Lund, Rune Lund, Jette Gottlieb              | Pelle Dragsted, Rosa Lund, Jette Gottlieb                                 |
| Liberal Alliance            | Naser Khader                                                               | Simon Emil Ammitzbøll                                   | Simon Emil Ammitzbøll, Laura Lindahl                                       | Simon Emil Ammitzbøll-Bille                                         | Ole Birk Olesen, Alexander Ryle                                           |
| Alternativet                |                                                                            |                                                         | Uffe Elbæk, Carolina Magdalene Maier                                       | Uffe Elbæk                                                          | Franciska Rosenkilde, Christina Olumeko                                   |
| Moderaterne                 |                                                                            |                                                         |                                                                            |                                                                     | Nanna W. Gotfredsen, Jon Stephensen                                       |